# إسحاق أباد (كاشمر)
إسحاق‌ أباد هي قرية في مقاطعة كاشمر، إيران. عدد سكان هذه القرية هو 674 في سنة 2006.